# Gínglimo
Gínglimo ou articulação de dobradiça é uma articulação óssea na qual as superfícies articulares são moldadas uma à outra de maneira a permitir o movimento apenas em um plano, para frente e para trás, ou seja, de extensão e flexão em torno de um único eixo. Segundo um sistema de classificação, são considerados uniaxiais (com um grau de liberdade).  
A direção do movimento que o osso distal realiza nesse processo é raramente no mesmo plano do osso proximal; geralmente há um certo desvio da "linha reta" durante a flexão.[carece de fontes?]
Articulações de dobradiça e de pivô são os dois tipos de articulação sinovial. Uma junta de dobradiça pode ser considerada uma articulação em sela / selar modificada, com movimento reduzido. 
Alguns exemplos de gínglimos são:
- as articulações interfalangeais;
- a articulação úmero-ulnar;

A articulação do joelho é considerada um caso especial, que se assemelha a um gínglimo angular, pois permite alguns outros tipos de movimentos, embora sejam pequenos.[carece de fontes?]